# Qlifot
Qlifot  (Klifot, Qelifot, Kelifot, Qelipot, Qlippoth, Qliphoth, y otras variantes) provienen del hebreo קליפות que significa piel o cáscara al igual que materia o sustancia. El singular de esta palabra es: קליפה Qlifá, Qlipáh, o Qelipá; nombre con el cual se designan a las sefirot malignas que son lo contrario a las emanaciones benévolas de Dios. Representan las fuerzas del desequilibrio, la ilusión y la separación (No dualidad) con la divinidad.
En demonología también son llamados a veces קליפות o "la primera cáscara" (emanación) de impureza), término con el cual se refiere a  la personificación de los conceptos de los Qlifot como entidades que representan la Maldad y el desequilibrio en el universo, dentro del sistema de enseñanzas místicas del judaísmo como la Cabalá y la Gematría, entre otras.
Igualmente se debe considerar que si bien algunas de las Qlifot son asociadas con seres demoniacos,  realmente no son entidades "malvadas" per se en un estricto sentido maniqueo, sino que representan fuerzas que reflejan los desequilibrios del ser y el universo con la realidad última.
El conjunto de qlifot es igualmente llamado el Árbol de la Muerte o Árbol Infernal.

## Derivaciones del nombre
Puesto que es una palabra hebrea, esta en sí misma puede tener diferente estilos de pronunciación o variantes escritas, y dependiendo de la lengua en que se emplee o translitere pueden quedar así.
En la Cábala, los Kelipot (Klippot o Qlifot, en plural; Kelipá o Kelipah en singular).

## Nombres y regentes de lassefirot
1. Taumiel, (y sus regentes Moloch y/o Satanás).
2. Jaigidel (y sus regentes Belial y/o Belcebú)
3. Satariel (y su regente Lucifuge Rofocale)
4. Gamjikot (y su regente Astaroth)
5. Golajab (y su regente Asmodeo)
6. Tagirion (y su regente Belphegor)
7. A'arab Zaraq (y su regente Baal)
8. Samael (y su regente Adramelej).
9. Gamaliel (y su regente Lilit)
10. Nehemot (y su regente Nammá)

Según otras fuentes, en vez de Samael, que significa «Desolación de Dios» o «La Mano Izquierda» en su lugar nombran a Adramelej como qlifá[cita requerida]; sin embargo este sería su regente. Del mismo modo algunas fuentes mencionan a Lilit en el listado; sin embargo sería la regente de Gamaliel, y no una qlifá propiamente tal.

### Los regentes de los Qlifot
En la tradición de la Cábala Qlifótica, un regente es una entidad demoníaca  que gobierna y personifica una Qlifá específica; actuando como la manifestación de su energía distorsionada y como un obstáculo en el camino hacia la iluminación. Su función es representar y manifestar la corrupción o distorsión de los principios espirituales asociados con su contraparte en el Árbol de la Vida.
Encarnar la personificación de la distorsión de la Sefirá correspondiente. Cada Qlifá es el reflejo oscuro de una Sefirá, y su regente representa la forma en que ese principio divino es pervertido o llevado al extremo negativo. Ejemplo: Samael es el regente de la Qlifá de Hod y representa la corrupción del intelecto en forma de mentira y manipulación.
Como regentes, igualmente gobiernan las energías qlifóticas de su esfera correspondiente y actúan como manifestaciones de las fuerzas caóticas y destructivas dentro de su dominio. Ejemplo: Nammá, como regente de Nehemot, rige sobre la corrupción de la materia y las ilusiones del mundo físico.
Los regentes actúan como guardianes de los estados de corrupción de cada Qlifá, dificultando la trascendencia espiritual. Así impiden o desafían el acceso al conocimiento superior y desvían al individuo del camino de la iluminación.
Debido a sus regencias sobre las Qlifá, para algunos círculos ocultistas, los regentes qlifóticos pueden ser invocados o contactados para obtener conocimiento prohibido o habilidades especiales, aunque esto suele implicar un alto costo espiritual.

## Origen y puntos de vista

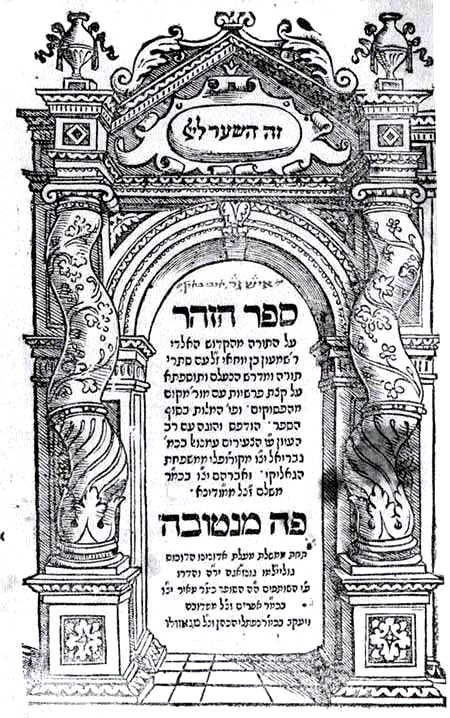
El Zohar.

Las qlifot pertenecen al cuarto mundo o OVLM HAShIH, (Olam Ha-Assiah), el mundo de las Acciones, éste es el mundo de las cortezas, las conchas o envolturas (emanaciones-desecho o basura) OVLM HQLIPVTh,  (Olahm Ha-Qlifot), el cual corresponde al mundo material o terrenal, este mundo nace de los elementos impuros de los 3 mundos que son Biná, Gevurá y Hod a estas Hueste de maldad la Qabalá, los llama, QLIPVTh, o Qlifot,
(véase las derivaciones del nombre más arriba).
Estas emanaciones negativas están divididas en diez clases, con su morada correspondiente, poseen diez grados como las sefirot de la Shejiná (La presencia de Dios), pero a la inversa, lo que significa que a medida que descienden en grado, aumenta su oscuridad e impurezas. 
Las dos primeras no son más que la ausencia de organización y de forma visible. 
La tercera es el borde o el principio de la oscuridad. 
Los siete siguientes están ocupadas y representadas por aquellos demonios que representan la encarnación de los vicios humanos y la tortura. 
Su príncipe es Samael, el ángel de la intoxicación y la muerte. Su esposa es la demonesa Lilit, AShTh ZNVNIM, (Ishet Zenunim) unida a estos dos personajes está una bestia formando la falsa trinidad.
De acuerdo con los gnósticos de Castilla, que profesan una versión diferente del Zohar, describen a las qlifot como el resultado de una separación necesaria en el acto de la Creación, modo que del Ain Sof habrían salido las qlifot de la «emanación de la izquierda», esto es, el poder de lo sucio que se encuentra activo en la creación que recibe poder de la sefirá Gevurá, es de este poder de maldad que el Zohar compara con una cáscara (qlifá) que emana del árbol quemando lo bueno, algunos cabalistas llaman a este árbol (el árbol de afuera (externo) (ha-ilan hahizon) o "el misterio del árbol del conocimiento), del cual salen los «palacios de las impurezas» en su comentario (del Zohar) de Éxodo 38-40 (2:262-269) describiendo también en forma paralela a los «palacios de santidad».
Es posible que la enseñanza más aceptada de todas las teorías rabínicas del origen del mal y los Qlifots, sea la de nitsotsot que habla de las "cáscaras vacías" de "las santas flamas" (eones) que fueron aventadas después que Adán y Eva desafiaran el mandamiento de Dios de no comer del Árbol del bien y del mal del jardín del Edén descrito en el Génesis.
El concepto jasídico respecto a la creación cabalística es que diez sefirot fueron creados cada uno con una qlifá (singular de Qelipoh) encapsulada. Estas sefirot según la creencia son diez "enumeraciones" o "emanaciones" de Dios llamado Ain Sof (sin límite) hacia el universo.
Y de acuerdo con esta tradición hubo 3 creaciones de sefirot, las cuales la primera "creación" o emanación de diez qlifot fue tan débil que no pudo contener la fuerza o poder del Ain sof los siete emanaciones inferiores se rompieron. Fueron reemplazadas pero estas nuevas sefirot también se rompieron, los cuales animados por los residuos del poder creativo de Dios, permanecieron resquebrajados como cáscaras, lo cual trajo conflicto a la última emanación de sefirot especialmente a las siete sefirot menores.
Mientras tanto, los hermanos Jacob e Isaac ha-Kohen fueron los que crearon la teoría de la "Emanación de la izquierda", la cual de acuerdo con la tradición jasídica la maldad o las cáscaras residuales del poder de Dios, citando un raro manuscrito encontrado en Provenza
el cual de acuerdo con estos hermanos se originó en Damasco Isaac revelaría a sus contemporáneos que Dios (Ain Sof) había creado ya otros universos y creaciones, siendo las qlifot junto a Samael y Lilit las sombras de esta nueva creación o sefirot, lo cual de acuerdo con Isaac fueron eliminados por la corrupción moral de sus habitantes inclinados más hacia el mal, en este tratado (Treatise on the Left Emanation) de alguna manera Samael y sus seguidores junto a Lilit de alguna manera encontraron acceso a esta nueva creación.

Una interpretación moderna atribuye la creación de los qlifot a un desequilibrio inherente sobre la Gevurá (aspectos severos de la creación), que según esta teoría Adán y Eva comieron del Árbol del Conocimiento (del Bien y del Mal) pero no comieron del Árbol de la vida, antes o después o en la misma creación. Para complementar la tradición cabalística del exceso la severidad (Gevurá) tiene que perder un poco de poder para armonizar o equilibrar la creación, pero el exceso de poder es lo que forma a los qlifot.
Una versión menos mística dice que los qlifot existen o nacieron debido al uso inadecuado o excesivo (alejados del propósito original), manifestándose en nuestro mundo en forma de huracanes, Accidentes por la pelea territorial entre demonios u otros seres espirituales.